# Балка Бірюча
Балка Бірюча — балка (річка) в Україні на території Ровенківської міськради Луганської області. Ліва притока річки Нагольної (басейн Азовського моря).

## Опис
Довжина балки приблизно 6,18 км, найкоротша відстань між витоком і гирлом — 5,83 км, коефіцієнт звивистості річки — 1,06. Формується декількома загатами.

## Розташування
Бере початок на північно-західній стороні від села Зеленопілля. Тече переважно на північний захід через село Благівку і впадає в річку Нагольну, ліву притоку річки Міусу.

## Цікаві факти
- Біля витоку балки на східній стороні на відстані приблизно 500 м пролягає автошлях М03[3] (автомобільний шлях міжнародного значення на території України, Київ — Харків — КПП Довжанський (державний кордон з Росією).)
- У XX столітті на балці існували молочно,- свинно-тваринні ферми (МТФ, СТФ) та газова свердловина[2].